# El Naranjo, Zitácuaro
El Naranjo är en ort i Mexiko.   Den ligger i kommunen Zitácuaro och delstaten Michoacán de Ocampo, i den södra delen av landet, 130 km väster om huvudstaden Mexico City. El Naranjo ligger 2 053 meter över havet och antalet invånare är 473.
Terrängen runt El Naranjo är huvudsakligen kuperad, men österut är den bergig. Terrängen runt El Naranjo sluttar västerut. Runt El Naranjo är det ganska tätbefolkat, med 90 invånare per kvadratkilometer. Närmaste större samhälle är Heróica Zitácuaro, 3,3 km norr om El Naranjo. I omgivningarna runt El Naranjo växer i huvudsak blandskog.